# José Bosingwa
José Bosingwa da Silva (nascut a Mbandaka, Zaire, el 24 d'agost del 1982), és un futbolista professional portuguès que actualment juga de defensa central o de lateral dret al Queens Park Rangers anglès. Bosingwa, també ha estat internacional amb la selecció de Portugal entre el 2007 i el 2011.